# Эшмек
Эшмек (Эшмяк) (азерб. Eşmək) — азербайджанская национальная одежда.
Эшмяк — стеганая верхняя одежда, шили которую из тирьмы и бархата. Ворот, подол и рукава и внутренняя часть обшивалась мехом хорька. Внутри также подбивали мехом хорька, украшали золотыми кружевами и различными тесемками. Грудь и подмышки эшмека кроились открытыми. При шитье пользовались тирме и велюром. Часто к рукавам, подолу и воротнику пришивали бафту и цепочки.